# 美少女教育
『美少女教育』（びしょうじょきょういく）は、2001年4月2日から同年9月28日までテレビ東京系で月曜日 - 金曜日の深夜に放送されていたミニ番組である。なお、これ以降も「美少女教育II」とシリーズ化された。

## 番組概要
- メインコーナー
  - パート1（4月 - 6月）
教室風のセットに毎回色々な分野の先生を呼び、お習字、食事の作法、音楽・歴史等の教養を身に付ける講義を行った。当初はハロー!プロジェクトの中からランダムに4人の生徒が講義を受けていたが、途中より生徒の1人である中澤裕子は生徒ではなく司会進行役となり、生徒は3人となった。
  - パート2（7月 - 9月）
ハロー!プロジェクトのほぼ全員が4チームに分かれ、それぞれ4分野に挑戦。特にゴルフとスクーバは内容上、ロケが中心で展開された。ハロー!プロジェクト内で前田有紀とシェキドルのみ未登場。
    - 1. ネイルアートに挑戦しよう!
生徒：保田圭（リーダー）、後藤真希、稲葉貴子、平家みちよ、村田めぐみ、斉藤瞳
    - 2. ストーカー対策をしよう! ※護身術を学ぶ
生徒：安倍なつみ（リーダー）、吉澤ひとみ、アヤカ、あさみ、柴田あゆみ、大谷雅恵
    - 3. ゴルフにチャレンジ!
生徒：中澤裕子（リーダー）、飯田圭織、矢口真里、りんね
    - 4. スクーバダイビングに挑戦!
生徒：石川梨華（リーダー）、加護亜依、辻希美、松浦亜弥、ミカ、レフア
- アヤカのとつげき英会話
日本語・英語双方に長けるアヤカがその特技を活かし、ハロー!プロジェクト各番組の本番中以外のモーニング娘。のメンバーに、楽屋やテレビ局の廊下等でタイトル通り「とつげき」し、英会話の講義を行なう。内容は最初はごく簡単なものだったが、後にはアヤカの英語の質問に対して相手が英語で返答を返すなど、次第にエスカレートしていく。この名コーナーは美少女教育IIにも受け継がれ、ビデオパッケージ化もされた。

## 出演者
- モーニング娘。
- 中澤裕子
- 平家みちよ
- 松浦亜弥
- 柴田あゆみ（メロン記念日）
- 菊池亜衣（ハロー!プロジェクトのメンバー以外では唯一生徒として出演）
- アヤカ（ココナッツ娘。）

## 主題歌

### エンディングテーマ
- ドッキドキ!LOVEメール（松浦亜弥）
- トロピカ〜ル恋して〜る（松浦亜弥）
- LOVE涙色（松浦亜弥）
- 情熱行き未来船（ココナッツ娘。）

## スタッフ
- 企画：山崎直樹
- ナレーター：くにたけみゆき
- CG：清水隆行
- ヘアーメイク：辻和見（igloo）
- スタイリスト：星由希子、前田千佳子
- 撮影：野坂和宏・川口宏樹・江藤恭真（ともに、ジェイ・クルー）
- EED：今田嘉紀（スタジオヴェルト）、岡本広・勝又秀行（ともに、共同テレビ）
- MA：和光康彦（共同テレビ）
- 音響効果：張替正美・星川秀一（ともに、第一音響）
- 美術協力：木村文洋（フジアール）
- AD：渡邉正央
- AP：新潟竜大（テレビ東京ミュージック）、長谷川理江（エス・エス・エム）
- 演出：石原たけし
- プロデューサー：山鹿達也（テレビ東京）、北島英光（テレビ東京ミュージック）、両角誠（エス・エス・エム）
- 企画協力：ゼティマ
- 制作協力：エス・エス・エム
- 製作：テレビ東京、テレビ東京ミュージック

## VHS
- ビデオ・美少女教育（ファンクラブ限定）
- ココナッツ娘。アヤカのとつげき英会話withモーニング娘。（ファンクラブ限定）

## DVD
- ココナッツ娘。アヤカのとつげき英会話withモーニング娘。Vol.1（ファンクラブ限定）
Vol.2および3は美少女教育II内で放送された同名のコーナーを収録している。

| テレビ東京 ハロー!プロジェクト ミニ番組    | テレビ東京 ハロー!プロジェクト ミニ番組 | テレビ東京 ハロー!プロジェクト ミニ番組          |
| 前番組                                     | 番組名                                  | 次番組                                           |
| ------------------------------------------ | --------------------------------------- | ------------------------------------------------ |
| 少女日記 （2000年10月2日 - 2001年3月30日） | 美少女教育 （2001年4月2日 - 9月28日）   | 新・美少女日記 （2001年10月1日 - 2002年3月29日） |